# Суслово (Макушинський округ)
Су́слово (рос. Суслово) — присілок у складі Макушинського округу Курганської області, Росія. 
Населення — 62 особи (2010, 116 у 2002).
Національний склад станом на 2002 рік:
- росіяни — 79 %